# 阿维桑达
阿维桑达，是西班牙阿拉贡自治区韦斯卡省的一个市镇。总面积45平方公里，总人口151人（2018年），人口密度3人/平方公里。